# 慶州の戦い
慶州の戦い（日本語：キョンジュのたたかい、けいしゅうのたたかい、韓国語：慶州戰鬪、경주 전투、英語：Battle of Kyongju）は、朝鮮戦争中の1950年8月から9月にかけて起きた国連軍及び朝鮮人民軍（以下人民軍）による戦闘。

## 経緯
8月18日に杞渓で挟撃された人民軍第12師団（師団長：崔仁斗少将）は飛鶴山に壊走した。韓国軍首都師団（師団長：白仁燁大領）は20日までに掃討を完了して杞渓北方に新たな陣地を構築し、第18連隊（連隊長：任忠植大領）を烽火峰-七谷山一帯に、第17連隊（連隊長：金熈濬中領）を352高地一帯に配備し、第1連隊（連隊長：韓信中領）を予備とした。軍団命令によって第26連隊（連隊長：李白雨中領）は第3師団（師団長：金錫源准将）に転出し、機甲連隊（白南権大領）は永川に移動し、海軍陸戦隊は原隊復帰した。
浦項では、第3師団が閔支隊（支隊長：閔キ植大領）と交代して人民軍第5師団（師団長：金昌徳少将）と交戦した。

## 部隊

### 国連軍
- 第8軍 司令官：ウォルトン・ウォーカー中将
  - 第1軍団 軍団長：金弘壹少将、9月1日から金白一准将
    - 首都師団 師団長：白仁燁大領、9月1日から宋堯讃大領
    - 第3師団 師団長：金錫源准将、9月1日から李鍾賛大領

  - ジャクソン支隊 支隊長：ジョン・コールター少将
  - 第24師団 師団長：ジョン・チャーチ（英語版）少将

### 人民軍
- 第2軍団 軍団長：武亭中将
  - 第12師団 師団長：崔仁斗少将
  - 第5師団 師団長：金昌徳少将

## 戦闘

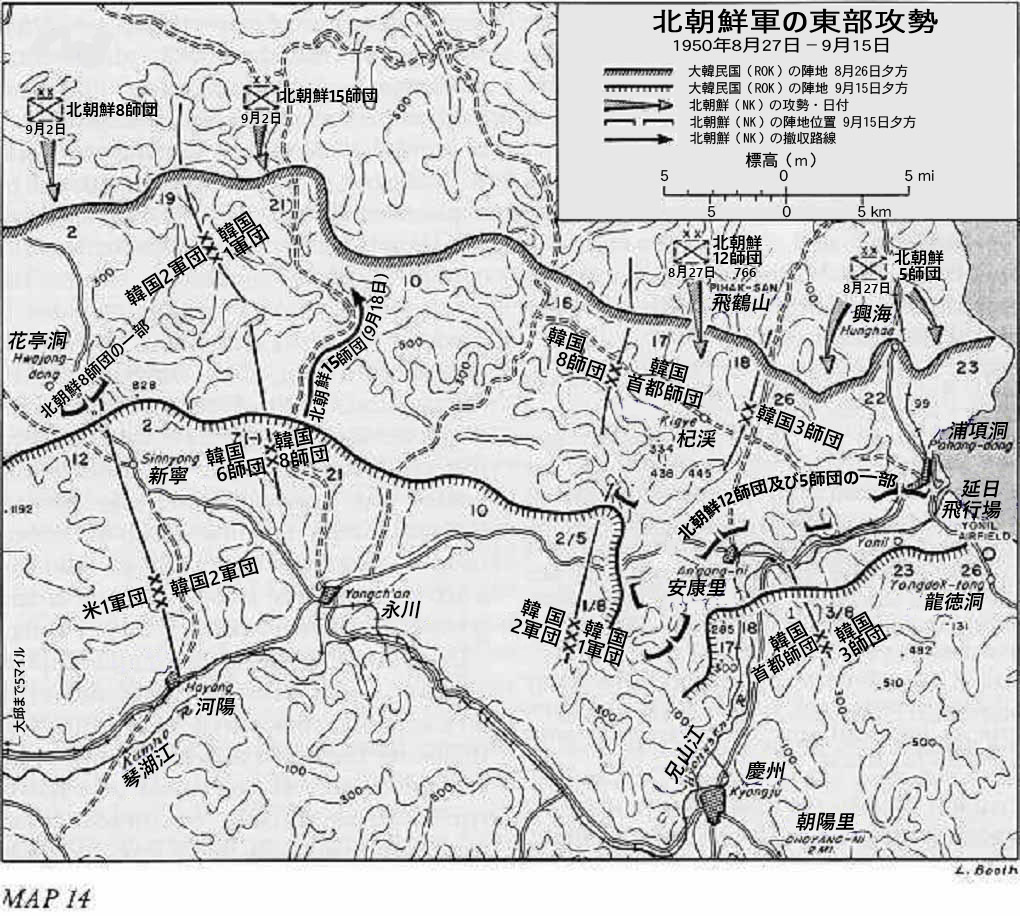
慶州の戦闘

首都師団は22日から攻撃を開始したが、第12師団は4日間で再編成し、地形を利用して頑強に抵抗した。首都師団は補給難と損害多発、左翼の第18連隊が第15師団に圧迫されたため、25日に杞渓北側高地に後退した。
8月26日夜、人民軍は大規模な攻撃を開始し、翌日早朝には杞渓を占領した。杞渓の喪失は第8軍に衝撃を与えた。ウォーカー中将は、第8軍副司令官コールター少将を東部戦線の作戦指揮を執らせて危機を打開させることにした。コールター少将は直ちにジャクソン支隊を編成するとともに、慶州の韓国軍第1軍団司令部を訪れて協議した。
ジャクソン支隊は、アメリカ軍第24師団第21連隊を基幹として、迎日飛行場を警備中のアメリカ軍第2師団第9連隊第3大隊と第73戦車大隊などで編成されていた。
8月27日、ジャクソン支隊主力の第21連隊第3大隊が安康に到着。第17連隊がジャクソン支隊の砲兵と戦車の支援を受けて杞渓を奪還したが、人民軍の逆襲を受けて、翌日夜に再び杞渓南側に後退した。
首都師団が苦戦中であった頃、第3師団も苦戦に陥っていた。韓国陸軍本部は多富洞の戦闘が一段落つくと第10連隊（連隊長：高根弘中領）を転用して第3師団に配属した。8月25日、第5師団の攻撃を受けて第3師団は2～4キロ後退した。第3師団は28日に反撃して興海南側に進出したが、戦力は底をついていた。
8月末、首都師団は杞渓南側高地一帯に西から第18連隊、第17連隊、第1連隊を配備し、第3師団は浦項北側の鶴川洞-天馬山一帯に西から第10連隊、第22連隊（連隊長：金應祚中領）、第23連隊（連隊長：金淙舜中領）を配備して防御していた。韓国陸軍本部は、9月1日付で第1軍団長に金白一准将を、首都師団長に宋堯讃大領を、第3師団長に李鍾賛大領を任命した。
一方、東部に展開している人民軍は、第12師団、第5師団からなる第5攻撃集団が安康-浦項の線を突破して釜山に進撃する任務を付与された。杞渓を占領した第12師団は兵力の補充を受け、第17機甲旅団の一部で増強された。第5師団も部隊整備と併せて戦車と自走砲の一部で戦力を増強した。しかし食料と火器、弾薬補給などが続かず、兵士の士気は極度に低下していた。

### 安康・慶州
9月2日、第12師団が首都師団正面に攻撃を開始した。杞渓南側高地を巡って激しい戦闘が繰り広げられたが、4日未明に首都師団は安康南側の昆季峰、虎鳴里一帯に後退した。第17連隊を昆季峰、第1連隊を虎鳴里に配備し、第18連隊は慶州で再編成した。
第1軍団は機甲連隊と第3連隊（連隊長：李奇建大領）を首都師団に配属して慶州の防御を厳命した。宋堯讃師団長は、機甲連隊と第3連隊を増派して防御を強化し、第18連隊を予備とした。コールター少将は、浦項のアメリカ軍第21連隊を慶州に進出させ人民軍の突破に備えた。
同日夜、安康に進出した第12師団は戦車を先頭に一部をもって南進を始めた。韓国軍は対戦車特攻隊を投入し、3.5インチロケット砲で戦車3両を破壊して撃退した。
この頃、ウォーカー中将は慶州の防御を強化するために軍予備のアメリカ軍第24師団を投入した。これとともにジャクソン支隊はチャーチ支隊に改称された。
第12師団は、慶州に進出するためには昆季峰を占領しなければ難しいと判断し、6日未明から攻撃を開始した。首都師団は、人民軍の攻撃によって数時間で陣地を突破されたが、直ちに反撃して回復した。また後方に浸透した人民軍もチャーチ少将の命令によって第19連隊主力に撃退された。これ以降、昆季峰の激しい争奪戦が展開された。

### 浦項・兄山江
浦項正面でも9月2日から第5師団の攻撃が開始され、浦項をめぐる戦闘が展開された。
9月5日、李鍾賛師団長は作戦地域を自ら飛行偵察した結果、左に隣接する首都師団が後退している状況では浦項の防御は困難と判断し、部隊に兄山江南側で防御するよう命じた。兄山江は普段の水位が80～90センチと渡渉が可能であるが、川幅が200～300メートルあり、岸には堤防があるので防御には良好であった。第3師団の作戦方針は海軍と空軍の支援下に迎日飛行場を含む中興洞-九龍道東側を固守するというものであり、兄山江が突破されたら九龍半島で戦い、ここの防御も敗れたら九龍浦に停泊中のLST1隻と師団の補給船26隻を利用して海上撤退するつもりであった。
同日、第3師団は渡河撤退して兄山江南岸に第10連隊と第23連隊を配備し、第22連隊と配属された第8連隊第3大隊を予備とした。人民軍は第10連隊が守備していた中明洞の高地に探りを入れてきた。
9月6日、高根弘連隊長は永川で第8師団が苦戦中であることを知ると原隊復帰を申し出た。さらに第1軍団からも「第10連隊も原隊に復帰させよ」と命じてきたので、第3師団は予備の第22連隊と交代しようとしたが、第10連隊が交代を終える前に撤収してしまった。その隙に人民軍は後方の雲梯山にまで浸透してしまい、これによって迎日飛行場に展開していた第5空軍は日本に引き揚げてしまった。
李鍾賛師団長は人民軍の後続部隊の渡河を阻止するのが急務と判断し、第23連隊に暴露している左側背を警戒させ、第22連隊に玉女峰に進出して南下する人民軍の阻止を命じた。第22連隊は玉女峰一帯を攻撃したが、人民軍の反撃を受けて後退した。
李鍾賛師団長は、時間が経つにつれて戦況が不利となり、兄山江の防御線を持ちこたえることが困難になると判断し、9月8日夕方、松洞-長洞の線に後退して新たな防御陣地を編成した。李鍾賛師団長は、人民軍が雲梯山に進出した状況が伝わって慶州市民が大きく動揺したので、警察と憲兵を動員して民心の収拾と秩序の維持に配慮した。

### 国連軍の反撃
人民軍が浸透したという報告を受けたウォーカー中将は、直ちにアメリカ軍第24師団にこれを阻止するように命じた。チャーチ少将は、金白一准将と協議して雲梯山奪回は第24師団が、退路遮断と掃討は韓国軍が担当することを決定した。チャーチ少将は副師団長のダビッドソン准将に特別部隊を編成して雲梯山を奪回するように命じた。戦車で増強された1個連隊規模の支隊を編成して、9月10日午後、迎日飛行場南側に集結した。
金白一准将は、第18連隊を予備として雲梯山西南側に配備して慶州への進出を阻止させる一方、第8師団に配属されていた第26連隊を第3師団に原隊復帰させ、雲梯山東側に投入して飛行場方面への進出も遮断させた。
9月10日朝、ダビッドソン支隊が第19連隊第1大隊を先頭に雲梯山を攻撃し始めた。最初は人民軍の機関銃によって阻止されたが、翌日、オーストラリア軍の爆撃機の編隊が出撃してナパーム弾を投下した後、第2大隊が攻撃し、正午頃に雲梯山を奪還した。
9月12日夜、第17連隊が昆季峰の奪還に成功し、安康南側の主抵抗線を回復した。この頃、第3師団も迎日を奪還し、兄山江一帯の主抵抗線を回復した。第12師団と第5師団は攻撃を諦めて守勢に転換した。